# 5805 Glasgow
5805 Glasgow è un asteroide della fascia principale. Scoperto nel 1985, presenta un'orbita caratterizzata da un semiasse maggiore pari a 2,6033007 UA e da un'eccentricità di 0,1146594, inclinata di 11,88332° rispetto all'eclittica.